# Salvatore Agnelli
Salvatore Agnelli (Palermo, 1817 – Marsiglia, 1874) è stato un compositore italiano, noto anche per aver scritto oltre 30 liriche per baritono e pianoforte su versi della Divina Commedia.
Si formò frequentando il collegio musicale della sua città natale e poi, nel 1830, si trasferì a Napoli, dove si perfezionò presso il conservatorio di San Pietro a Majella, sotto la guida di Giovanni Furno, Gaetano Donizetti e Nicola Zingarelli
Scrisse numerose opere che vennero rappresentante nei teatri di Palermo e di Napoli, fino a quando non passò a Marsiglia dove visse dal 1846 alla scomparsa. Lavorò ad una varietà molto ampia di soggetti: balletti, opere sacre, opere liriche, opere buffe, ecc..
Fra le opere più importanti si possono elencare: I due pedanti, commedia buffa su testo di Andrea Passaro, rappresentata al Teatro del Fondo di Napoli nel 1837 o all'inizio del 1838; La jacquerie, rappresentata a Marsiglia nel 1849 e Léonore de Médicis, data nella stessa città nel 1855.

## Biografia
Salvatore Agnelli nacque a Palermo nel 1817, da una famiglia la cui occupazione principale era il commercio. Fin dalla più tenera età dimostrò di possedere una particolare sensibilità e abilità musicale. A meno di dieci anni, iniziò lo studio della musica dapprima presso l'associazione musicale della propria città, Palermo, poi presso il prestigioso conservatorio di Napoli a partire dal 1830. Qui studiò in maniera più approfondita ta tecnica musicale del contrappunto; i suoi insegnanti erano: Gaetano Donizetti, Nicola Zingarelli e Giovanni Furno. La prima opera di Salvatore Agnelli, I due pedanti, venne rappresentata a teatro a partire dal 1837. Negli anni successivi, furono inscenate altre sue opere, che riscossero un discreto successo. Nel 1846 si trasferì a Marsiglia, dove rimase a lungo e fece rappresentare molte sue opere e dove presentò alcune composizioni che non aveva creato per essere destinate alla rappresentazione teatrale. In generale, fu un autore abbastanza apprezzato dalla critica dell'epoca: ad esempio, Gioachino Rossini ne apprezzò in maniera particolare un Miserere, e il suo maestro di conservatorio Gaetano Donizetti, accettò di buon grado la dedica che gli era stata fatta da Salvatore Agnelli nello Stabat Mater. Il compositore morì nel 1874 a Marsiglia, diventata ormai sua città di residenza.

## Composizioni

### Opere
| Titolo                                | Genere               | Atti | Librettista                                       | Première         | Città, Teatro            | Note                                                               |
| ------------------------------------- | -------------------- | ---- | ------------------------------------------------- | ---------------- | ------------------------ | ------------------------------------------------------------------ |
| I due pedanti                         | commedia buffa       | 2    | Andrea Passaro                                    | 25 febbraio 1838 | Napoli, Teatro Nuovo     |                                                                    |
| Il lazzarone napolitano               | melodramma           | 2    | Raffaele D'Ambra                                  | 1838             | Napoli, Teatro Nuovo     |                                                                    |
| Una notte di carnevale                | farsa                | 1    |                                                   | 1838             | Palermo, Teatro Carolino |                                                                    |
| I due forzati ovvero Giovanni Vallese | melodramma semiserio | 2    | Paolo Giaramicca                                  | 1839             | Palermo, Teatro Carolino |                                                                    |
| I due gemelli                         | opera semiseria      |      | Giovanni Battista Lorenzi                         | 1839             | Palermo, Teatro Carolino |                                                                    |
| La locandiera di spirito              | commedia per musica  | 2    | Giuseppe Sapio                                    | 1839             | Napoli, Teatro Nuovo     | Da Carlo Goldoni                                                   |
| La sentinella notturna                | melodramma semiserio | 2    | Andrea Passaro                                    | 1840             | Napoli, Teatro Partenope |                                                                    |
| I due pulcinelli simili               | melodramma buffo     | 2    | F. Altieri                                        | 1841             | Napoli, Teatro Fenice    |                                                                    |
| L'omicida immaginario                 | opera buffa          | 2    |                                                   | 1841             | Napoli, Teatro Fenice    |                                                                    |
| Il fantasma                           | opera semiseria      | 2    | Felice Romani                                     | 1842             | Napoli, Teatro Fenice    |                                                                    |
| La jacquerie                          | grand-opera          | 3    |                                                   | 22 aprile 1849   | Marsiglia, Grand-Théâtre |                                                                    |
| Lèonore des Médicis                   | grand-opera          | 4    |                                                   | 21 marzo 1855    | Marsiglia, Grand-Théâtre |                                                                    |
| Les deux avares                       | opera comica         | 2    | Charles-Georges Fenouillot de Falbaire de Quingey | 22 marzo 1860    | Marsiglia, Grand-Théâtre | Libretto originalmente scritto per l'opera omonima di André Grétry |

### Opere non rappresentate
- Cromwell, 4 atti. Alcuni brani furono rappresentati a Parigi nel 1872.[4]
- Stefania, 3 atti
- Gli sforza, 4 atti
- Il debitore
- Le nozze di un principe

### Balletti
- Calisto, Marsiglia, Grand-Théatre
- Blanche de Naples, Marsiglia, Grand-Théatre
- La rose, Marsiglia, Grand-Théatre

### Musica sacra
- Miserere, per 2 cori concertati
- Stabat mater
- 2 messe
- 3 litanie
- 4 Tantum ergo

### Altro
- L'Apothéose de Napoléon Ier, cantata lirica, Parigi, 1856
- Cantata di Santa Rosalia